# Jędrów
Jędrów – dzielnica w południowej części miasta Suchedniowa w woj. świętokrzyskim, w powiecie skarżyskim. Jest to typowa ulicówka, rozpościerająca się wzdłuż ulicy Koszykowej, która zarazem stanowi najdalej na południe wysuniętą część Suchedniowa. Do końca 1955 roku samodzielna wieś.

## Historia
Jędrów w latach 1867–1954 należał do gminy Suchedniów w powiecie kieleckim w guberni kieleckiej. W II RP przynależały do woj. kieleckiego, gdzie 2 listopada 1933 wraz z wsią Berezów utworzył gromadę o nazwie Berezów w gminie Suchedniów.
Podczas II wojny światowej włączony do Generalnego Gubernatorstwa, nadal jako część gromady Berezów gromada w gminie Suchedniów, liczącej 713 mieszkańców. Po wojnie w województwa kieleckim, nadal w gminie Suchedniów.
W związku z reformą znoszącą gminy jesienią 1954 roku, Berezów (z Jędrowem) włączono do nowo utworzonej gromady Suchedniów. 1 stycznia 1956 gromadę Suchedniów zniesiono w związku z nadaniem jej statusu osiedla, przez co Jędrów stał się integralną częścią Suchedniowa. 18 lipca 1962 osiedlu Suchedniów nadano status miasta, przez co Jędrów stał się obszarem miejskim.